# Maleisië op de Olympische Winterspelen 2018
Maleisië was een van de deelnemende landen aan de Olympische Winterspelen 2018 in Pyeongchang, Zuid-Korea.
Bij de eerste deelname van het land aan de Winterspelen, 62 jaar na het debuut, als Malaya, op de Zomerspelen in 1956, namen twee deelnemers deel. Alpineskiër Jeffrey Webb nam deel op twee onderdelen, kunstschaatser Julian Zhi Jie Yee, ook de vlaggendrager bij de openingsceremonie, kwam uit bij de mannen.

## Deelnemers en resultaten
(m) = mannen 

### Alpineskiën
Mannen
| Olympiër     | Onderdeel        | Resultaat | Prestatie                                                            |
| ------------ | ---------------- | --------- | -------------------------------------------------------------------- |
| Jeffrey Webb | reuzenslalom (m) | 68e       | 1e run: 1.23,83 (78e) 2e run: 1.23,84 (70e) totaal: 2.47,67 (+29,63) |
| Jeffrey Webb | slalom (m)       | DNF       | niet gefinisht                                                       |

### Kunstrijden
| Olympiër           | Onderdeel | Resultaat | Prestatie                |
| ------------------ | --------- | --------- | ------------------------ |
| Julian Zhi Jie Yee | mannen    | 25e       | 73.58 (korte kür: 73.58) |